# Phytoecia affinis
Phytoecia affinis (лат.) — вид жесткокрылых из семейства усачей. Относится к подроду Musaria рода Phytoecia.

## Описание
Жук длиной от 12 до 20,5 мм. Голова уже переднеспинки. Переднеспинка и ноги красные. Развитие происходит в стеблях зонтичных.

## Подвиды и вариации
- подвид: Phytoecia affinis affinis (Harrer, 1784) (син.: Musaria nigripes nigripes (Harrer) Villiers, 1978; Musaria nigropubescens (Reitter) Sama, 1988) — длиной 9,5—16 мм. Кормовыми растениями являются: бутень золотой (Chaerophyllum aureum), гладыш широколистный (Laserpitium latifolium), пастернак посевной (Pastinaca sativa) и горичник настурциевый (Imperatoria ostruthium).

- вариация: Phytoecia affinis affinis var. compacta Pic, 1890
- вариация: Phytoecia affinis affinis var. milliati Pic, 1945
- вариация: Phytoecia affinis affinis var. nigrina Pic, 1891
- вариация: Phytoecia affinis affinis var. subaurata Pic, 1889

- подвид: Phytoecia affinis altaica Suvorov, 1913
- подвид: Phytoecia affinis nigrohirta (Müller, 1948)
- подвид: Phytoecia affinis trimaculatocollis Özdikmen et Tezcan, 2020[3]

## Распространение
Встречается Европе, Турции, Иране, Казахстане, Сибири, на Алтае.